# دينيسي نيكولاس
دينيسي نيكولاس (بالإنجليزية: Denise Nicholas)‏ هي ممثلة أمريكية، ولدت في 12 يوليو 1944 في ديترويت في الولايات المتحدة. من الجوائز التي نالتها NAACP Image Award for Outstanding Actress in a Motion Picture ‏ سنة 1976.

## أعمال

### أفلام
- (1990) شبح أبي

## جوائز
- NAACP Image Award for Outstanding Actress in a Motion Picture [الإنجليزية]‏ (1976)
- جائزة الجمعية الوطنية لإنجازات الملونين لأفضل ممثلة درامية [الإنجليزية]‏ (1976)

## وصلات خارجية
- دينيسي نيكولاس على موقع IMDb (الإنجليزية)
- دينيسي نيكولاس على موقع ألو سيني (الفرنسية)
- دينيسي نيكولاس على موقع أول موفي (الإنجليزية)
- دينيسي نيكولاس على موقع قاعدة بيانات الأفلام السويدية (السويدية)
- دينيسي نيكولاس على موقع إن إن دي بي (الإنجليزية)
- دينيسي نيكولاس على موقع قاعدة بيانات الفيلم (الإنجليزية)
- دينيسي نيكولاس على موقع كينوبويسك (الروسية)